# Miquel Serra i Bonal
Miquel Serra i Bonal (Peralada, l'Alt Empordà, 1866 - 1923) va ser germà de Josep Serra i, amb ell, fundà (1890) i dirigí la cobla La Principal de Peralada. Estudià amb el mestre Cervera a l'escola de música de Peralada i esdevingué instrumentista de contrabaix i compositor i lletrista de caramelles i altres peces corals. Es conserven disset sardanes de les que va escriure; en destaca La nina enyorosa (ca. 1902), que sembla que és la primera sardana harmonitzada per a cor de veus mixtes.
Les seves sardanes són: Alegre festa (1917), Bressant l'infantó, Cançó d'ocells (1917), Cap a la posta, Davallant de l'aplec, Entre el boscatge, Esclats d'enyorança, Flors boscanes, Gentil record, Guspires catalanes (Gravada en disc, potser el 1908, és una de les primeres sardanes en aquest format), Íntima, La nina enyorosa, Les goges dansaires, Perles del bosc (1917), Plany d'una verge, Queixa d'amor i Retorn de primavera.